# 黄坤明
黄 坤明（こう こんめい 、ファン・クンミン、1956年11月15日 - ）は、中華人民共和国の官僚、政治家。現職は中国共産党中央政治局委員、中国共産党広東省委員会書記。

## 経歴
1956年11月、福建省上杭県で生まれる。1974年12月、18歳の黄坤明は中国人民解放軍に入隊し、陸軍32866部隊84分隊戦士、副班長を務めました。1977年に兵役が終わった後、黄坤明は故郷に帰って農業に従事し、上杭県通賢公社で大隊の文書を担当しました。1983年に福建師範大学を卒業後、同年、中国共産党竜岩市委員会組織部に入局。竜岩地委組織部青幹科副課長、竜岩地区行署事務室副主任、副秘書長、兼行署弁公室主任。1993年、永定県党委書記に昇格。1997年、竜岩市党委員会常務委員兼永定県党委書記を務めた。1998年、竜岩市市長を兼務。
1999年、浙江省湖州市党委副書記、市長代行に転出。2000年1月に湖州市市長に当選しました。2003年2月に嘉興市党委書記、市人民代表大会常務委員会主任を担当した。黄坤明は福建省竜岩市、浙江省湖州市と嘉興市にいて、習近平の部下を務めています。2007年6月、51歳の黄坤明は省党委員会常務委員兼党委員会宣伝部部長を担当して、副部級を昇進しました。2010年1月、王国平の後任として、杭州市党委書記に任命された。2012年11月、第18回党大会で党中央候補委員に選出される。
2013年10月、党中央宣伝部に移り、副部長（次官）に任命される。2014年12月に常務副部長を務め、正部級に昇進した。2017年10月、第19回党大会で党中央委員に選出される。第19回党大会第1回で10月25日、黄坤明が中国共産党中央政治局委員、中国共産党中央書記処に選出された。党中央宣伝部部長、中央精神文明建設指導委員会副主任を兼任する。
中国共産党第二十回全国代表大会で中国共産党中央政治局委員に選ばれる。